# Affenbrotbaum Okahao
Der Affenbrotbaum Okahao (englisch Okahao Baobab) ist ein Afrikanischer Affenbrotbaum (Adansonia digitata) bei Okahao in der Region Omusati in Namibia. Er ist als Okahao Baobab National Heritage Site seit 1. September 2011 ein Nationales Denkmal Namibias.
Während der südafrikanischen Mandatszeit befand sich hier eine Militärbasis. Zahlreiche Anhänger der Freiheitsbewegungen sollen unter dem Baum misshandelt und getötet worden sein.